# Denys Ribas
 (février 2019).
Denys Ribas, né le 11 février 1950 dans le 15e arrondissement de Paris, est un psychiatre et psychanalyste praticien français, spécialisé dans les enfants autistes et, parallèlement, dans l’œuvre de Donald Winnicott. Il vit et exerce à Paris.
Il est chargé de cours à l'université Paris V, en psychologie.
Il est président de la Société psychanalytique de Paris (SPP) de 2016 à 2018.

## Biographie
Après un baccalauréat en série philosophie en 1967 et un en mathématiques élémentaires en 1968 et des études de médecine à la faculté de médecine et à l'hôpital de la Pitié-Salpétrière, il dirige pendant trente-cinq ans un hôpital de jour pour jeunes enfants, dont des enfants autistes.
En 2004, dans son ouvrage Controverses sur l'autisme, il revient sur les témoignages d'autistes — des hommes comme des femmes — comme Sean Barron, Temple Grandin, Katia Rohde, Birger Sellin, Donna Williams, ayant surmonté leur handicap.
Il a été pendant huit ans rédacteur en chef de la Revue française de psychanalyse.

## Publications

### Ouvrages
- (coll.) Autismes de l'enfance, Monographies de la Revue française de psychanalyse, PUF, 1997.
- L’énigme des enfants autistes, Hachette, 1997.
- Donald Woods Winnicott, Paris, PUF, Collection: Psychanalystes d'aujourd'hui, 2000  (ISBN 2 13 050761 1)
- Controverses sur l’autisme et témoignages, PUF, 2004.
- (en) Denys Ribas, Autism. Debates and testimonies, Free Association Book, London, 2006.
- (dir.) « 80 ans de psychanalyse. Textes 1926-2006 », Revue française de psychanalyse, n° spécial, 2006.
- Les déliaisons dangereuses, PUF, 2017.

### Film
- Avec Ambre Benkimoun , Premiers psychanalystes en France, La Société psychanalytique de Paris, 2016.

### Articles
- dans la Revue française de psychanalyse,
  - « Chroniques de l'intrication et de la désintrication pulsionnelle »,  2002/5 (Vol. 66), p. 1689 à 1770.
  - « Autisme et psychanalyse », dans : Revue française de psychanalyse,  vol. 77,  2013/1, p. 138-144.
  - « Le rire, la mort et l’humour », 2017/1 (Vol. 81), p. 56 à 62.
- dans le Dictionnaire international de la psychanalyse (dir.: Alain de Mijolla), Paris, Hachette Littératures, 2005,  (ISBN 201279145X),
  - « Effondrement », p. 516.
  - « masochisme  », p. 1024-1026.
  - « masochisme érogène », p. 1026-1027.
  - «  masochisme féminin », p. 1027-1028.
  - « masochisme moral », p. 1028-1029.
  - « masochisme primaire »,p. 1029.
  - « sadisme », p. 1593-1594.
  - « sado-masochisme », p. 1594-1595.
- « Un cadeau empoisonné pour les autistes », dans : Libération, 21 juin 1996.
- « La psychanalyse face à la guerre », dans : Huffington Post, 27 janvier 2016.